# Lentisphaeria
Classe
Les Lentisphaeria sont une classe de bactéries de l'embranchement des Lentisphaerota. Son nom provient de Lentisphaerales qui est l'ordre type de cette classe.

## Taxonomie
Cette classe est proposée en 2010 par JC. Cho et al. dans la deuxième édition du Bergey's Manual of Systematic Bacteriology. Elle est validée deux ans plus tard par une publication dans l'IJSEM.

## Liste d'ordres
Selon la LPSN (19 novembre 2022) :
- Lentisphaerales Cho et al. 2004
- Victivallales Cho et al. 2004